# Вулиця Лазарєва (Черкаси)
Ву́лиця Костянтина Мірошниченка — вулиця в Черкасах, яка є однією з центральних вулиць міста та одночасно однією з найкоротших.

## Розташування
Починається від вулиці Хрещатик і закінчується через 230 метрів, впираючись у Соборну площу на бульварі Шевченка.

## Опис
Вулиця є однією з найкоротших, неширока, по 1 смузі руху в кожен бік. Асфальтована, через розташування в центрі міста має значний автомобільний потік. Правим боком до вулиці виходить бічний фасад облдержадміністрації, по лівому боці — розташовані житлові будинки. Вулиця зелена, по обидва боки засаджена деревами.

## Походження назви
Спочатку була названа на честь Федора Лазарєва, Героя Радянського Союзу, який брав участь у визволенні міста Черкаси в 1943 році. Потім перейменована на честь учасника російсько-української війни Костянтина Мірошниченка, який загинув 10 березня 2024 року.

## Історія
Вулиця була утворена в 1965 році і виділена в окрему артерію після будівництва будівлі обласної ради.
У 2024 створено електронну петицію щодо перейменування вулиці на честь Костянтина Мірошниченка, підписало 1 165 мешканців міста (з 500 необхідних). У травні депутати Черкаської міської ради під час сесії  підтримали петицію. 5 березня 2025 року учасники топонімічної комісії проголосували за перейменування вулиці Лазарєва на вулицю Костянтина Мірошниченка.

## Будівлі
По вулиці розташовуються небагато будівель: по правому боці — це обласна рада, а по лівому боці — 3 будинки (готель «Черкаси» та два житлових). З усіх 5 будинків приписку мають лише два.

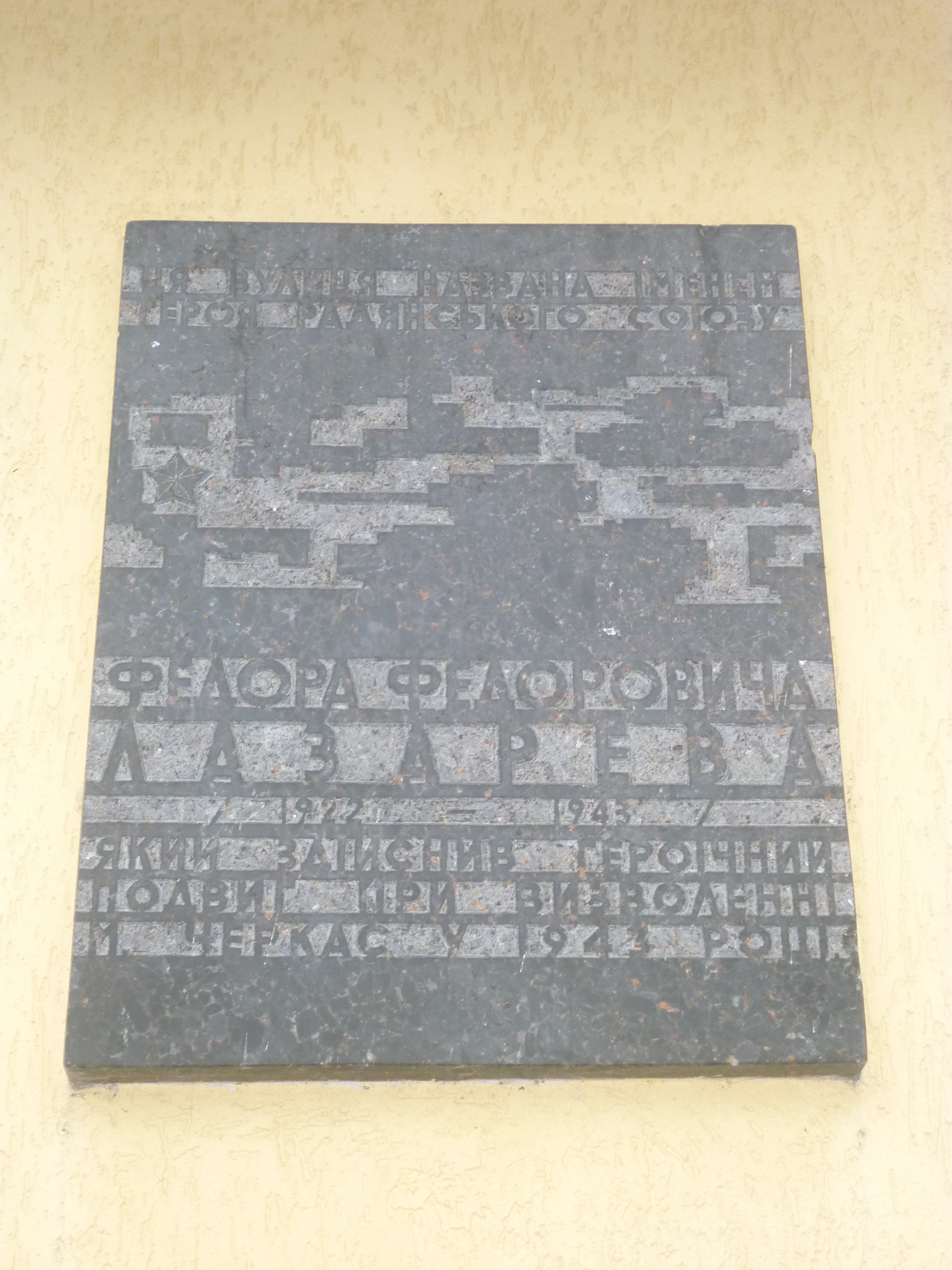
Анотаційна дошка на фасаді будинку №2 (початок вулиці)
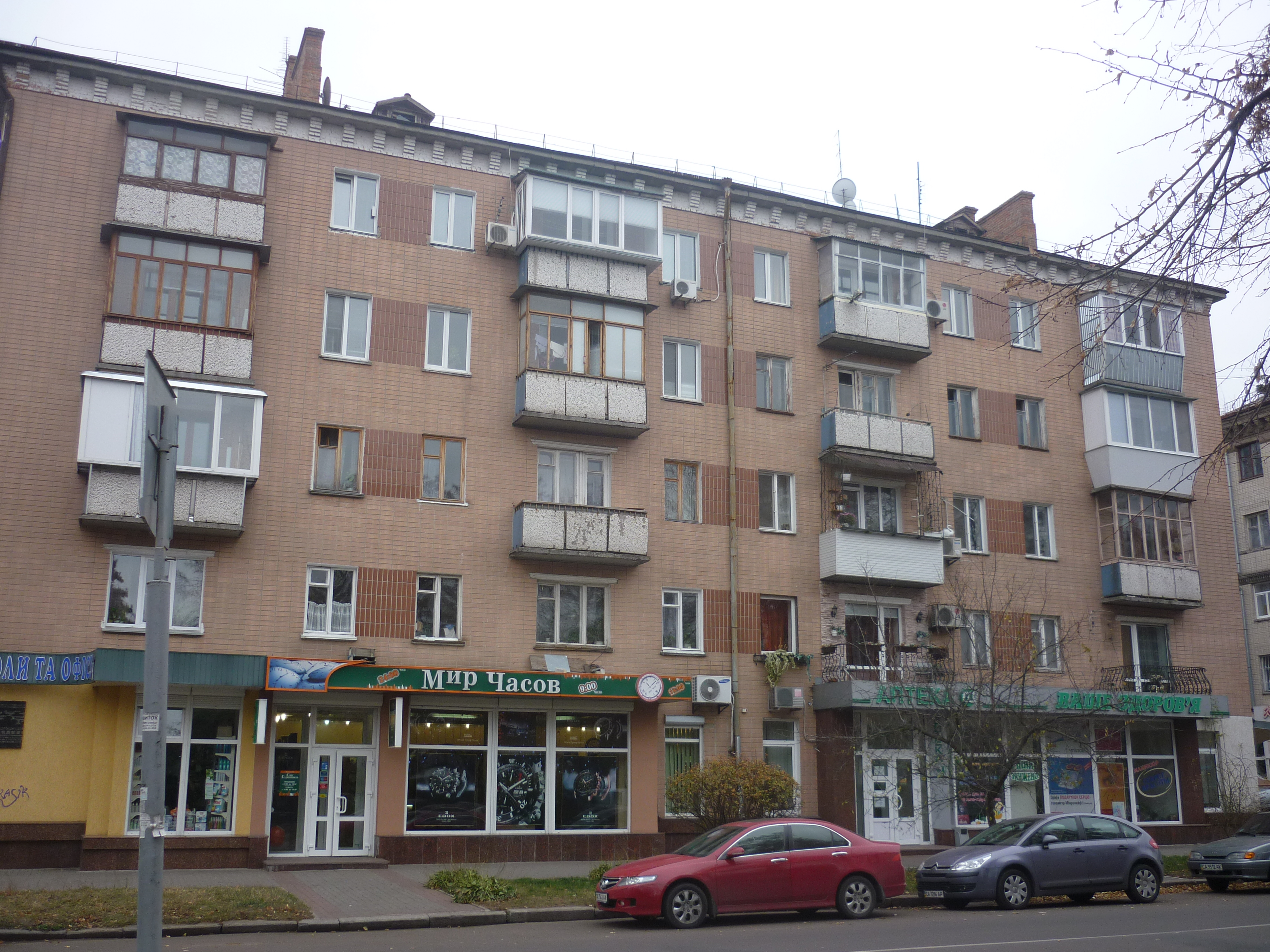
Житловий будинок №2
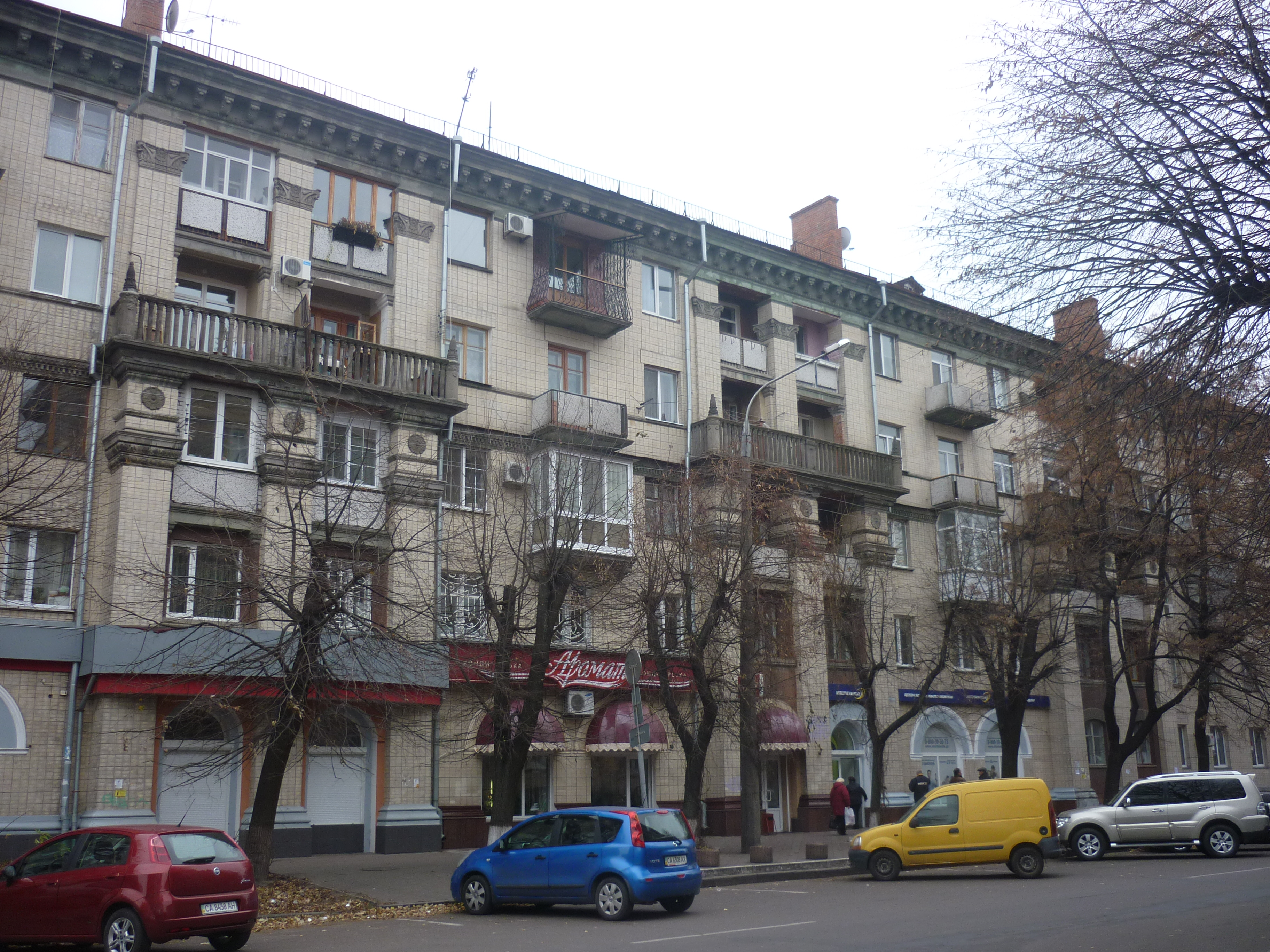
Житловий будинок №4
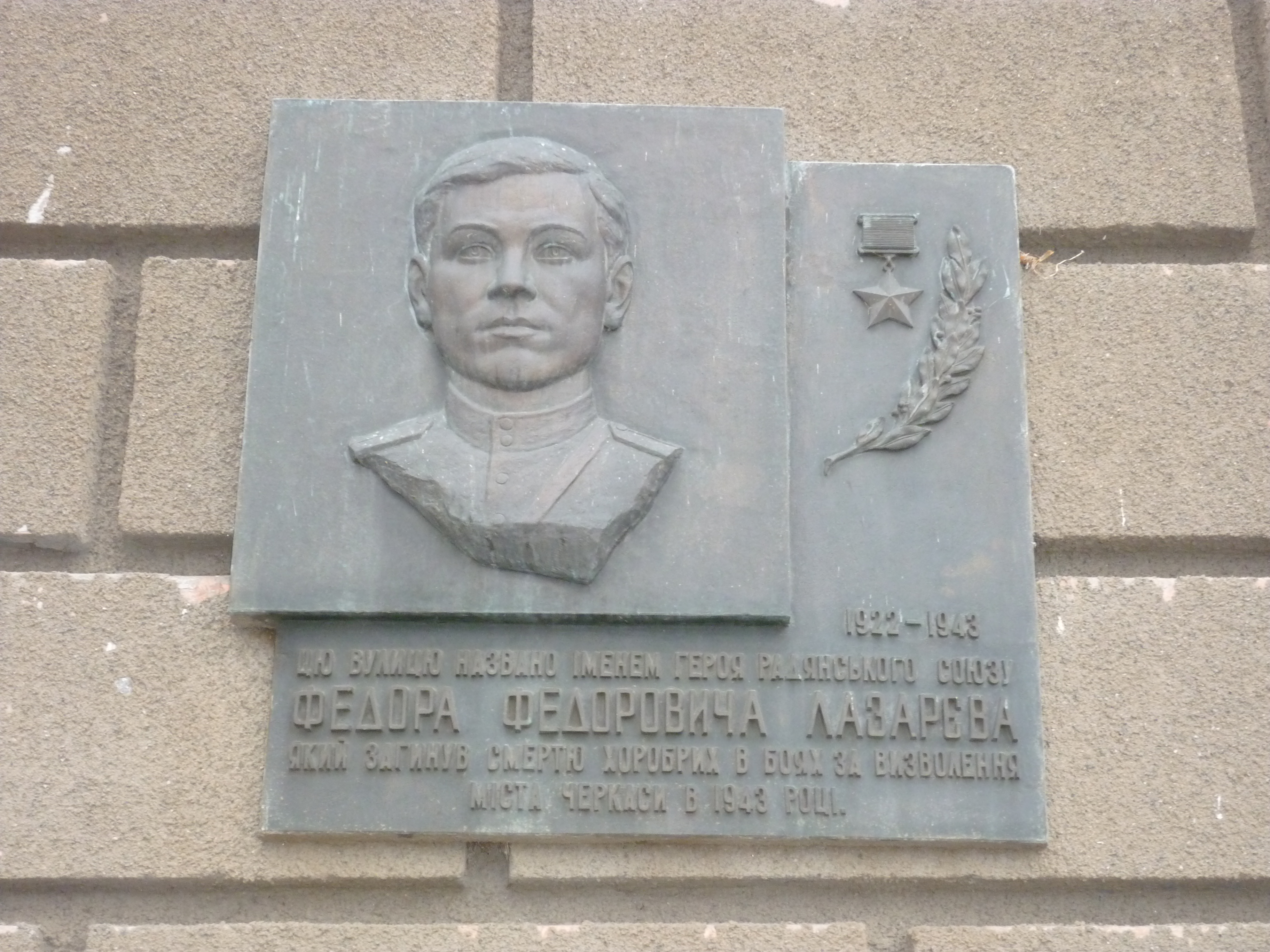
Анотаційна дошка на фасаді готелю (кінець вулиці)